# Château de Vaas
Le château de Vaas, aussi appelé Tour de Vaas ou encore Maison des Cornalins, est un manoir situé à Vaas, dans la commune de Lens, dans le canton du Valais en Suisse.

## Histoire

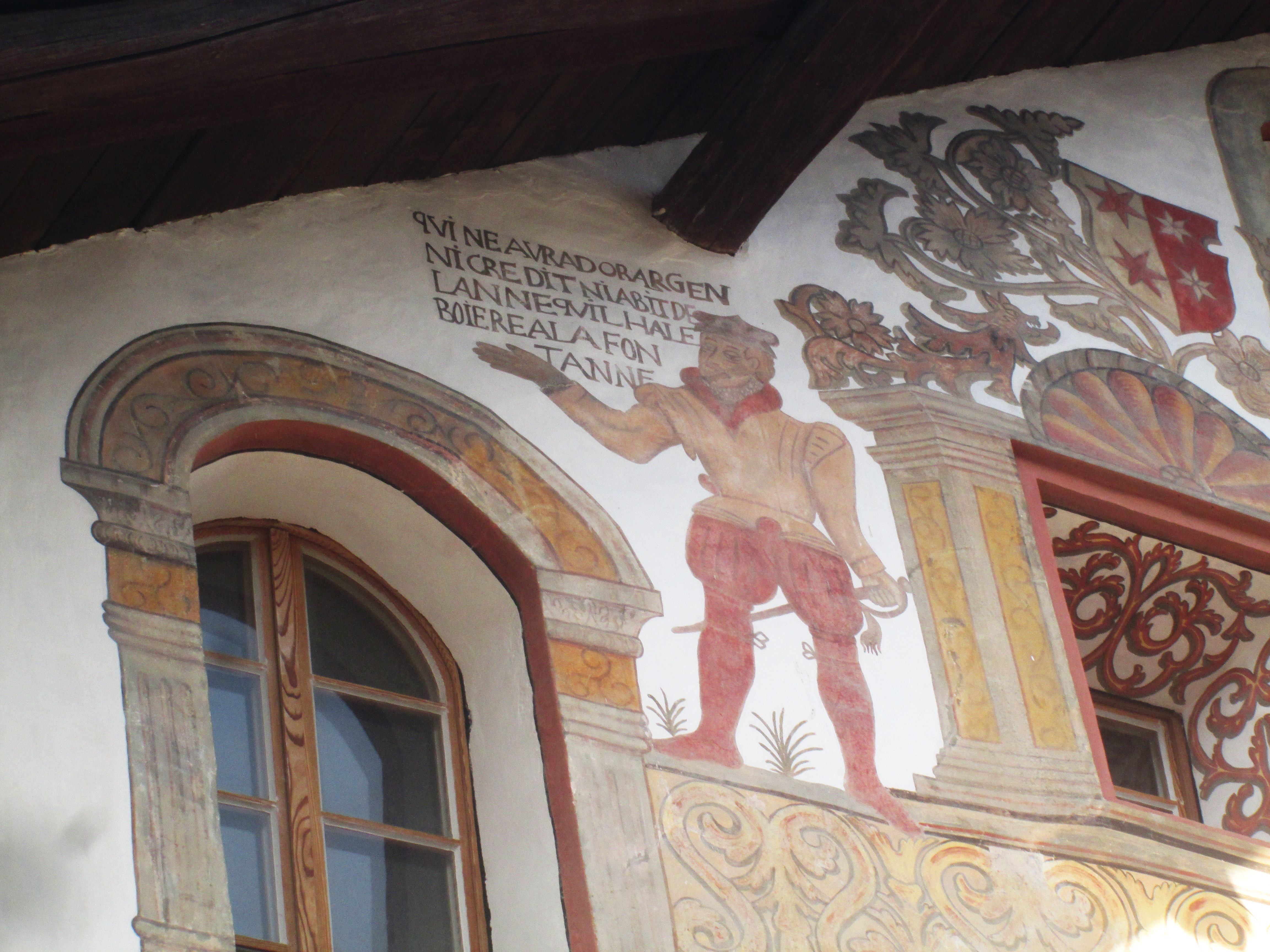
L'inscription en ancien français.

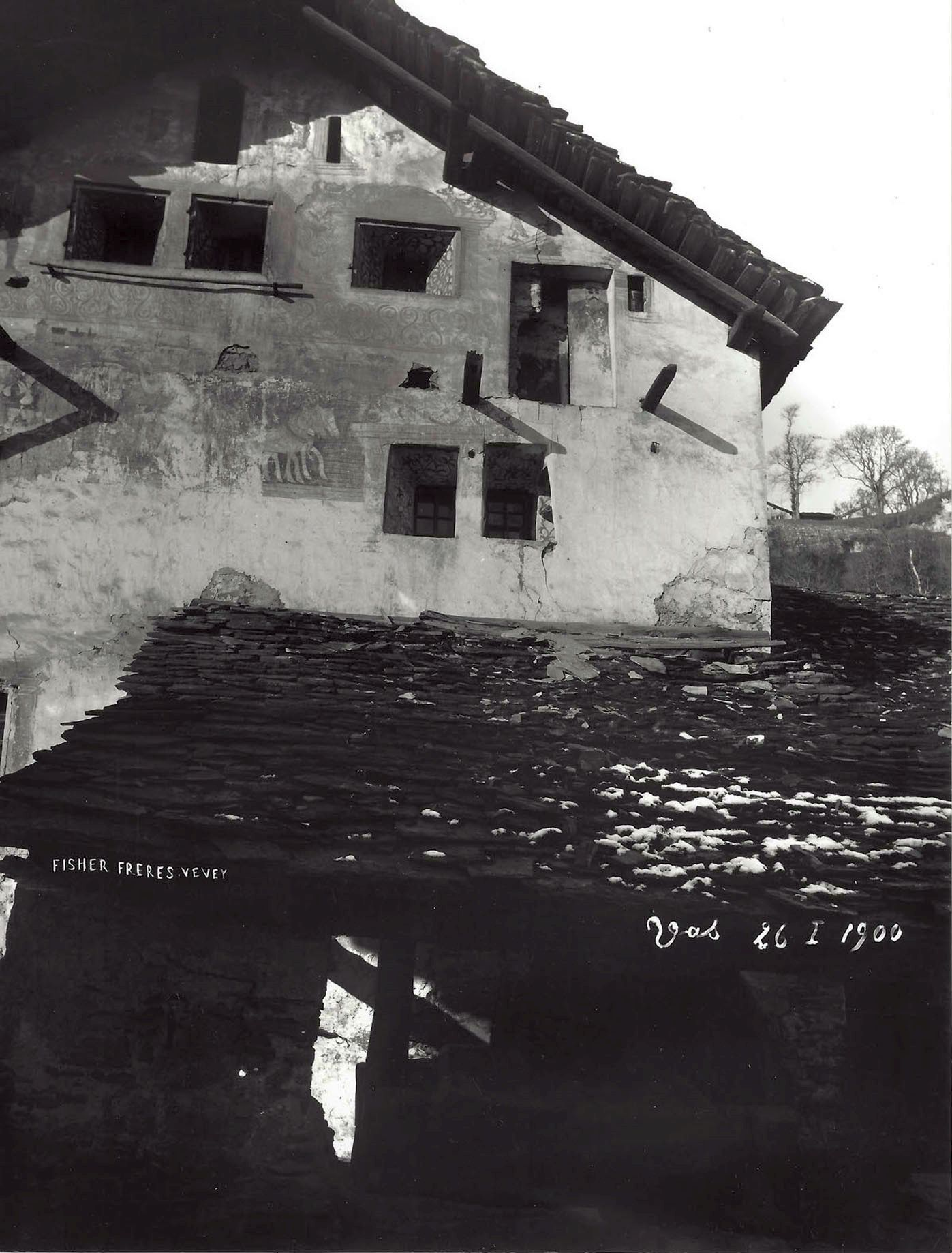
La façade sud photographiée en 1900

L'origine de cette bâtisse est supposée de 1221, bien qu'aucune source sûre ne permette de l’attester. Elle n'était au commencement qu'une simple maison d’habitation, avant que la famille Tavelli de la Tour n'en prenne possession et y fasse vraisemblablement une demeure fortifiée, vu l'épaisseur de ses murs. Elle fut transformée en 1575 et l'année suivante les façades du manoir furent décorées de peintures représentant des scènes de chasse et de travaux des champs qui sont de précieux documents nous renseignant sur la vie de l'époque et de la région. Cette maison servit par la suite de débit de vin, comme on peut en juger par cette inscription en vieux français sur une façade du bâtiment :
« Qui ne aura d'or argen ni crédit ni abit de lanne qu'il hale boiere à la fontanne. » (Celui qui n’a ni or, ni argent, ni habit de laine, qu’il aille boire à la fontaine). Les Tavelli l'inféodèrent à Antoine Gillioz en 1608, châtelain et métral de l’évêque de Sion Adrien II de Riedmatten,.

## Utilisation actuelle
Le château de Vaas est inscrit comme bien culturel d'importance régionale. Depuis fin 2012, il a été entièrement rénové de l'intérieur pour permettre l'existence d'un musée consacré exclusivement au Cornalin, un vin connu dans le vignoble de la commune de Lens depuis 1313. Il présente une exposition permanente dans des locaux adaptés à sa mise en valeur. Les peintures de ses façades ont été restaurées en 2019.